# Naomichi Ueda
Naomichi Ueda (født 24. oktober 1994) er en japansk fodboldspiller. Han var en del af den japanske trup ved Sommer-OL 2016.